# Aloinella venezuelana
Aloinella venezuelana är en bladmossart som beskrevs av O. Griffin 1975. Aloinella venezuelana ingår i släktet Aloinella och familjen Pottiaceae. Inga underarter finns listade i Catalogue of Life.